# Jean Nicolay
Jean Nicolaÿ (Bressoux, 27 december 1937 – Luik, 18 augustus 2014) was een Belgische voetballer. Hij was de derde Nicolaÿ die uitkwam voor Standard Luik: ook z'n broers Adolphe en Toussaint hebben er gespeeld. Jean Nicolaÿ was een doelman. In totaal heeft hij 278 wedstrijden gespeeld in Eerste Klasse en in totaal 501 met Europese wedstrijden en Belgische bekerwedstrijden bij Standard. In tweede klasse heeft hij 49 wedstrijden gespeeld.

## Interlands
Nicolaÿ debuteerde op 24 mei 1959 als Rode Duivel tegen Oostenrijk (0-2-nederlaag). Zijn laatste interland was op 8 oktober 1967 tegen Polen (2-4-nederlaag). Hij speelde in het totaal 39 wedstrijden als Rode Duivel onder selectieheer Constant Vanden Stock.

## Prijzenkast
- Landskampioen met Standard in 1957-1958, 1960-1961, 1962-1963, 1968-1969
- Vice-landskampioen in 1961-1962, 1964-1965
- Beker van België in 1966, 1967
- Gouden Schoen in 1963

## Trainerscarrière
- Keeperstrainer bij Standard Luik
- Keeperstrainer bij KV Mechelen
- Keeperstrainer bij Standard Luik

1954: Rik Coppens · 1955: Fons Van Brandt · 1956: Vic Mees · 1957: Jef Jurion · 1958: Roland Storme · 1959: Lucien Olieslagers · 1960–61: Paul Van Himst · 1962: Jef Jurion · 1963: Jean Nicolay · 1964: Wilfried Puis · 1965: Paul Van Himst · 1966: Wilfried Van Moer · 1967: Fernand Boone · 1968: Odilon Polleunis · 1969: Wilfried Van Moer · 1970: Wilfried Van Moer · 1971: Erwin Vandendaele · 1972: Christian Piot · 1973: Maurice Martens · 1974: Paul Van Himst · 1975: Johan Boskamp · 1976: Rob Rensenbrink · 1977: Julien Cools · 1978: Jean-Marie Pfaff · 1979: Jean Janssens · 1980: Jan Ceulemans · 1981: Erwin Vandenbergh · 1982: Eric Gerets · 1983: Frank Vercauteren · 1984: Enzo Scifo · 1985–86: Jan Ceulemans · 1987: Michel Preud'homme · 1988: Lei Clijsters · 1989: Michel Preud'homme · 1990: Franky Van der Elst · 1991: Marc Degryse · 1992: Philippe Albert · 1993: Pär Zetterberg · 1994: Gilles De Bilde · 1995: Paul Okon · 1996: Franky Van der Elst · 1997: Pär Zetterberg · 1998: Branko Strupar · 1999: Lorenzo Staelens · 2000: Jan Koller · 2001: Wesley Sonck · 2002: Timmy Simons · 2003: Aruna Dindane · 2004: Vincent Kompany · 2005: Sérgio Conceição · 2006: Mbark Boussoufa · 2007: Steven Defour · 2008: Axel Witsel · 2009: Milan Jovanović · 2010: Mbark Boussoufa · 2011: Matías Suárez · 2012: Dieumerci Mbokani · 2013: Thorgan Hazard · 2014: Dennis Praet · 2015: Sven Kums · 2016: José Izquierdo · 2017: Ruud Vormer · 2018–19: Hans Vanaken · 2020: Lior Refaelov · 2021: Paul Onuachu · 2022: Simon Mignolet · 2023: Toby Alderweireld · 2024: Hans Vanaken